# ليمور مكشكش أبلق
الليمور المكشكش الأبلق أو الليمور المكشكش الأسود والأبيض (الاسم العلمي: Varecia variegata) هو نوع من رئيسيات منثنيات المنخرين يتبع فصيلة الليموريات.

## معرض صور

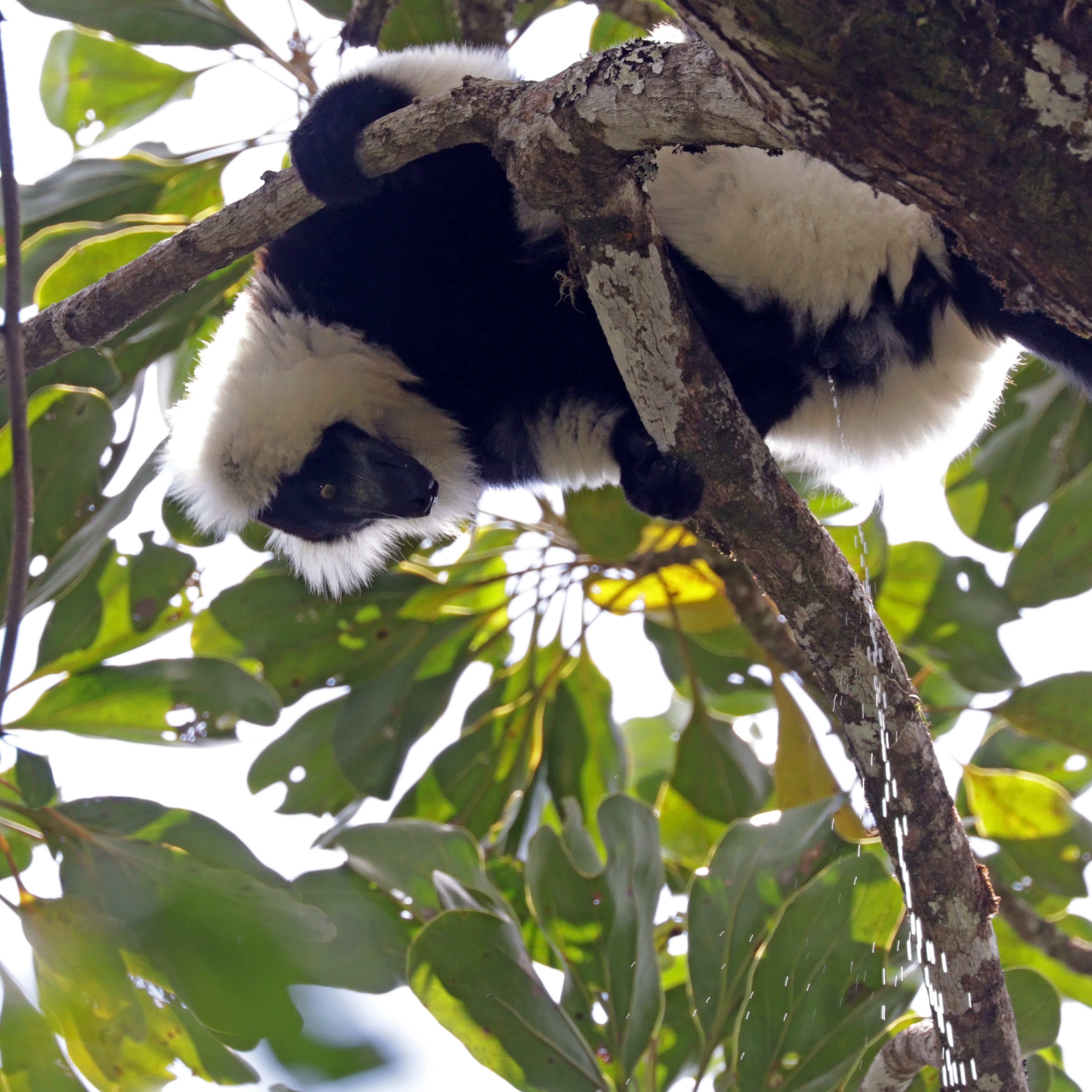
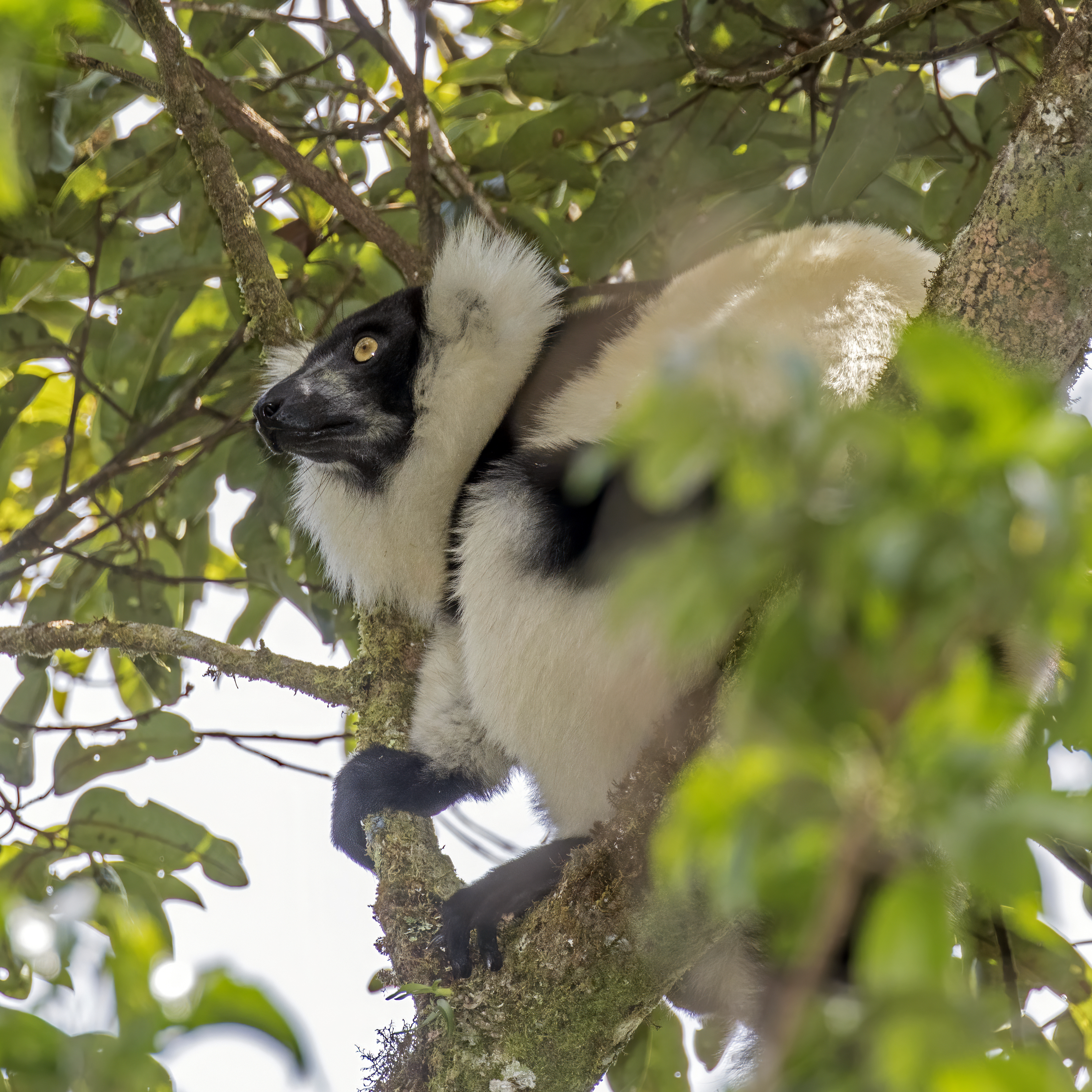
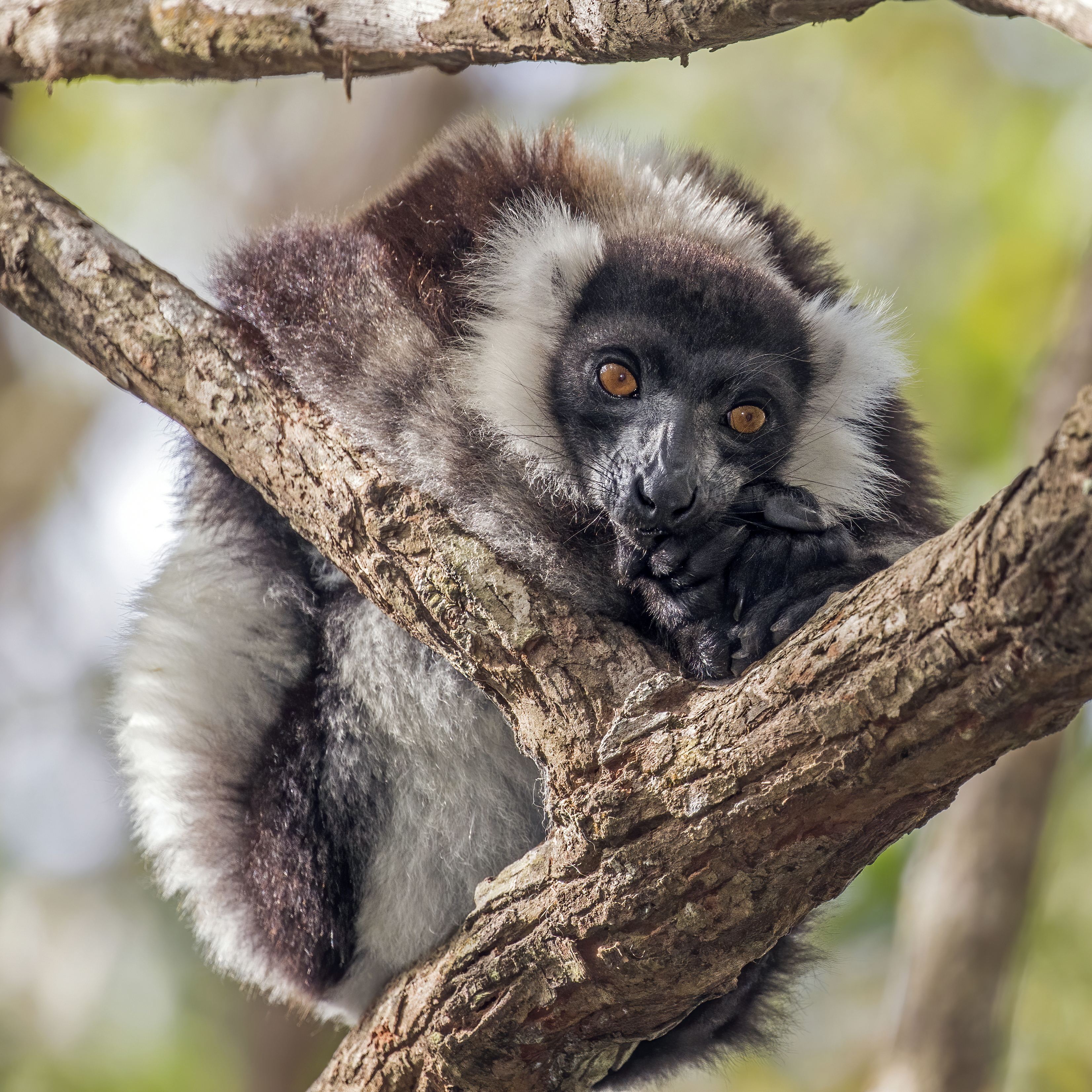